# Suore della misericordia di San Vincenzo de' Paoli
Le Suore della Misericordia di San Vincenzo de' Paoli (in slovacco Milosrdných sestier sv. Vincenta, Satmárok) sono un istituto religioso femminile di diritto pontificio.

## Storia

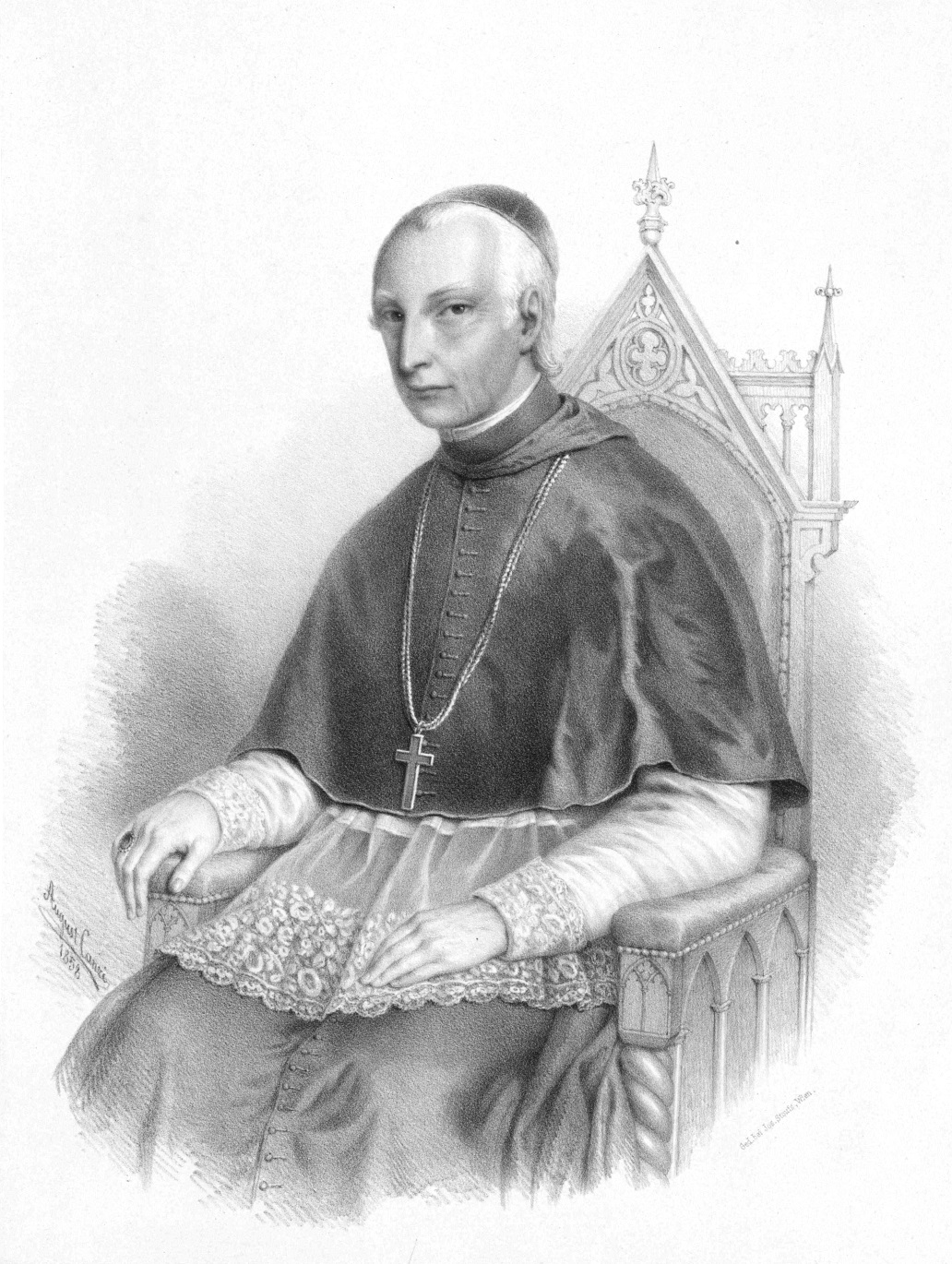
János Hám, fondatore della congregazione

La congregazione fu fondata da János Hám, vescovo di Satu Mare: nel 1835 inviò cinque postulanti a prepararsi alla vita religiosa presso le vincenziane di Gumpendorf e il 29 agosto 1842 le suore tornarono in patria dando inizio al nuovo istituto.
Nelle intenzioni del fondatore la congregazione doveva limitare il suo apostolato alla diocesi di Satu Mare, ma dopo la sua morte furono aperte case in altre diocesi d'Austria-Ungheria e poi negli Stati Uniti d'America (nel 1902) e in Cina (nel 1933). Dopo la prima guerra mondiale, l'istituto fu diviso in province (Romania, Ungheria, Cecoslovacchia e Stati Uniti).
L'istituto ricevette il pontificio decreto di lode l'8 marzo 1938.
Dopo la seconda guerra mondiale le religiose in Cecoslovacchia, Romania e Ungheria furono costrette a vivere disperse, mentre le suore attive negli Stati Uniti si costituirono in due istituti autonomi: uno nella diocesi di Cleveland e uno in quella di Pittsburgh.

## Attività e diffusione
Le suore si dedicano alla cura dei malati anche a domicilio, all'istruzione e all'educazione della gioventù e al servizio domestico nei seminari.
Oltre che in Slovacchia, sono presenti in Albania, Italia, Romania, Ucraina e Ungheria; la sede generalizia è a Ružomberok, in Slovacchia.
Alla fine del 2015 l'istituto contava 155 religiose in 18 case.